# Jan Polak (inkwizytor)
Jan Polak, łac. Joannes Polonus, Joannes de Polonia (zm. 20 kwietnia 1428) – polski dominikanin i inkwizytor.
Pochodził prawdopodobnie z Wielkopolski, ale na temat jego młodości i wykształcenia brak jakichkolwiek pewnych informacji. Wiadomo, że w 1416 sprawował funkcję przeora konwentu dominikanów w Krakowie, a najpóźniej od 1422 był papieskim inkwizytorem dla diecezji krakowskiej. Jako inkwizytor przewodniczył dwóm procesom nadwornego astrologa króla Władysława Jagiełły, Czecha Henryka z Brzegu, którego oskarżono o heretycką magię. Za pierwszym razem astrolog otrzymał jedynie łagodną pokutę, natomiast przy powtórnym procesie został skazany na więzienie. W swej działalności inkwizytorskiej Jan Polak ściśle współpracował z biskupem krakowskim Zbigniewem Oleśnickim.